# 古巴希伯来会堂
撒母耳之家会堂（Temple Beth Shmuel）又名古巴希伯来会堂（Cuban Hebrew Congregation）是一座犹太会堂，位于美国佛罗里达州迈阿密海滩。会堂由德系犹太人犹太古巴侨民使用。“大约94%的古巴犹太人在1959年革命后逃离。” 
会堂创建于1961年，创建者包括费利克斯•雷勒、奥斯卡•怀特和贝尔纳多•贝内斯。目前位于密歇根大道1700号，1975年开放，1982年扩建。会堂由拉比斯蒂芬•特克森和巴尔•科雷•雅克•马尔卡领导，目前拥有170个家庭，并拥有一所蒙台梭利学校。